# Baila conmigo (Dayvi e Victor Cardenas)
Baila conmigo è un singolo dei DJ colombiani Dayvi e Victor Cardenas, pubblicato il 7 giugno 2019.
Il brano vede la partecipazione vocale della cantante Kelly Ruiz.

## Tracce
Testi e musiche di David Sánchez e Víctor Cárdenas.
1. Baila conmigo (feat. Kelly Ruiz) – 3:10

## Classifiche

### Classifiche settimanali
| Classifica (2019-20)  | Posizione massima |
| --------------------- | ----------------- |
| Argentina             | 41                |
| Francia               | 87                |
| Italia                | 35                |
| Repubblica Dominicana | 14                |
| Spagna                | 8                 |

### Classifiche di fine anno
| Classifica (2019) | Posizione |
| ----------------- | --------- |
| Spagna            | 87        |

## Versione con Jennifer Lopez
In seguito al successo del brano, il 10 ottobre 2019 è stata pubblicata una nuova versione della canzone con un testo più lungo interpretato dalla cantante statunitense Jennifer Lopez.

### Promozione
Il 2 novembre 2019 la cantante ha eseguito per la prima volta dal vivo la canzone durante il festival iHeartRadio Fiesta Latina.

### Successo commerciale
Nonostante la canzone non abbia avuto una vasta promozione e non sia stata accompagnata da un video musicale, ha raggiunto la prima posizione della Hot Dance Club Play statunitense, segnando la diciottesima numero uno di Lopez.